# 1933 County Championship
Navigation
Édition précédente Édition suivante
Le 1933 County Championship fut le quarantième County Championship. Le Yorkshire a remporté son titre de champion pour la troisième année consécutive.
La méthode pour décider du championnat a été changée à nouveau comme suit :
- Un minimum de 24 matches
- Positions décidées par un pourcentage de points gagnés contre des points possibles disponibles
- Les matchs éliminés lors des deux premiers jours seront ensuite disputés en une journée et les premières manches seront décidées, avec 10 points pour le vainqueur et 3 points pour le perdant.
- Aucun changement aux points pour les victoires et les tirages

## Classement
| Equipe           | Pld | W  | L  | DWF | DLF | NR | Pts | %PC   |
| ---------------- | --- | -- | -- | --- | --- | -- | --- | ----- |
| Yorkshire        | 30  | 19 | 3  | 3   | 5   | 0  | 315 | 70.00 |
| Sussex           | 32  | 18 | 5  | 7   | 2   | 0  | 311 | 64.79 |
| Kent             | 30  | 15 | 8  | 3   | 3   | 1  | 253 | 56.22 |
| Essex            | 28  | 13 | 8  | 4   | 3   | 0  | 224 | 53.33 |
| Lancashire       | 28  | 9  | 1  | 10  | 7   | 1  | 210 | 50.00 |
| Derbyshire       | 28  | 11 | 11 | 3   | 3   | 0  | 189 | 45.00 |
| Warwickshire     | 28  | 9  | 5  | 5   | 8   | 1  | 188 | 44.76 |
| Nottinghamshire  | 28  | 7  | 3  | 7   | 8   | 3  | 176 | 41.90 |
| Surrey           | 26  | 6  | 5  | 12  | 3   | 0  | 159 | 40.76 |
| Gloucestershire  | 30  | 10 | 13 | 5   | 2   | 0  | 181 | 40.22 |
| Somerset         | 26  | 6  | 10 | 2   | 5   | 3  | 127 | 32.56 |
| Middlesex        | 26  | 7  | 14 | 2   | 2   | 1  | 125 | 32.05 |
| Northamptonshire | 24  | 5  | 11 | 5   | 3   | 0  | 109 | 30.27 |
| Hampshire        | 28  | 2  | 9  | 4   | 11  | 2  | 91  | 21.66 |
| Worcestershire   | 30  | 2  | 13 | 7   | 6   | 2  | 91  | 20.22 |
| Glamorgan        | 24  | 1  | 9  | 5   | 7   | 2  | 69  | 19.16 |
| Leicestershire   | 26  | 3  | 15 | 1   | 7   | 0  | 71  | 18.20 |